# هاينز إيلرز
هاينز إيلرز (بالدنماركية: Heinz Ehlers) هو لاعب هوكي الجليد دنماركي، ولد في 25 يناير 1966 في آلبورغ في الدنمارك.

## وصلات خارجية
- هاينز إيلرز على موقع دوري الهوكي الوطني (الإنجليزية)
- هاينز إيلرز على موقع EliteProspects.com (الإنجليزية)
- هاينز إيلرز على موقع Eurohockey.com (الإنجليزية)
- هاينز إيلرز على موقع HockeyDB.com (الإنجليزية)
- هاينز إيلرز على موقع أوليمبيديا (الإنجليزية)